# 影山裕樹
影山 裕樹（かげやま ゆうき、1982年1月21日 -）は日本の編集者、ライター、ディレクター。東京都出身。合同会社千十一編集室代表。青山学院女子短期大学非常勤講師。現在は大正大学の専任講師としても働いている。山下陽光、下道基行とともに路上観察ユニット「新しい骨董」としても活動。

## 来歴
早稲田大学卒業後、雑誌「スタジオボイス」、出版社フィルムアート社編集部などを経て独立。アート・カルチャー書の企画編集のほか、各地でさまざまな地域プロジェクトのディレクションに携わる。
近年の主な仕事に「十和田奥入瀬芸術祭」（2013、エディトリアル・ディレクター）、「CIRCULATION KYOTO」（2017、プロジェクト・ディレクター）、ウェブマガジン「EDIT LOCAL」（2017〜、ディレクター）など。

## 著書・編著・編集

### 著書
- 『ローカルメディアのつくりかた』（2016年、学芸出版社）
- 『大人が作る秘密基地』（2014年、DU BOOKS）

### 編著
- 『ローカルメディアの仕事術』（2018年、学芸出版社）
- 『あたらしい「路上」のつくり方』（2018年、DU BOOKS）

### 編集
- 『あなたは自主規制の名のもとに検閲を内面化しますか』（2016年、芸術公社）
- 『地域を変えるソフトパワー アートプロジェクトがつなぐ人の知恵、まちの経験』（2012年、青幻舎）